# Коді Ікін
Коді Ікін (англ. Cody Eakin; 25 травня 1991, м. Вінніпег, Канада) — канадський хокеїст, центральний нападник. Виступає за «Вегас Голден Найтс» у Національній хокейній лізі.
Вихованець хокейної школи Форт-Гаррі МХА. Виступав за «Свіфт-Каррент Бронкос» (ЗХЛ), «Герші Берс» (АХЛ), «Кутенай Айс» (ЗХЛ), «Вашингтон Кепіталс», «Даллас Старс», «Техас Старс» (АХЛ).
В чемпіонатах НХЛ — 427 матчів (90+156), у турнірах Кубка Стенлі — 13 матчів (3+4).
У складі національної збірної Канади учасник чемпіонату світу 2015 (9 матчів, 4+2). У складі молодіжної збірної Канади учасник чемпіонату світу 2011. У складі юніорської збірної Канади учасник чемпіонату світу 2009.
Досягнення
- Чемпіон світу (2015)
- Володар Кубка Колдера (2010)
- Чемпіон ЗХЛ (2011)
- Срібний призер молодіжного чемпіонату світу (2011)